# Oksana Tsjoesovitina
Oksana Tsjoesovitina (Russisch: Оксана Александровна Чусовитина) (Buchara, 19 juni 1975) is een Duits-Oezbeeks turnster. Ze kwam in haar carrière uit voor de Sovjet-Unie (tot 1992), Oezbekistan (1993-2006, 2013-heden) en Duitsland (2006-2012). In 1992 werd ze olympisch kampioen (team meerkamp).
De carrière van Tsjoesovitina als internationaal turnster begon reeds in 1989. Ze is de enige vrouwelijke turnster ooit die deel heeft genomen aan acht Olympische Spelen. Daarnaast is zij een van de twee vrouwelijke turnsters die aan de Olympische Spelen heeft deelgenomen onder drie verschillende vlaggen: het Gezamenlijk team op de Olympische Spelen in 1992, Oezbekistan in 1996, 2000, 2004 en 2016 en Duitsland in 2008 en 2012. Tsjoesovitina heeft ook deelgenomen aan tien wereldkampioenschappen turnen, drie Aziatische Spelen en drie Goodwill Games. Met negen medailles (op het onderdeel sprong) bezit ze het record van de meeste individuele medailles op de wereldkampioenschappen op één onderdeel.
Tsjoesovitina is, naast Larissa Latynina en Suzanne Harmes, een van de weinige vrouwen in het turnen die op internationaal niveau terugkeerde na een bevalling.

## Resultaten

### Olympische Zomerspelen
| Jaar | Plaats         | Resultaten                       | Vertegenwoordigend land |
| ---- | -------------- | -------------------------------- | ----------------------- |
| 1992 | Barcelona      | Team meerkamp · 7e Vloer         | Gezamenlijk team        |
| 1996 | Atlanta        | 10e Individuele meerkamp         | Oezbekistan             |
| 2000 | Sydney         | Kwalificaties                    | Oezbekistan             |
| 2004 | Athene         | Kwalificaties                    | Oezbekistan             |
| 2008 | Peking         | Sprong · 9e Individuele meerkamp | Duitsland               |
| 2012 | Londen         | 5e Sprong                        | Duitsland               |
| 2016 | Rio de Janeiro | 7e Sprong                        | Oezbekistan             |
| 2020 | Tokio          | Kwalificaties                    | Oezbekistan             |

### Wereldkampioenschappen
| Jaar | Plaats       | Resultaten                                  | Vertegenwoordigend land              |
| ---- | ------------ | ------------------------------------------- | ------------------------------------ |
| 1991 | Indianapolis | Team meerkamp · Vloer · Sprong              | Sovjet-Unie                          |
| 1992 | Parijs       | Sprong · 7e Vloer                           | Gemenebest van Onafhankelijke Staten |
| 1993 | Birmingham   | Sprong · 8e Brug · 18e Individuele meerkamp | Oezbekistan                          |
| 1995 | Sabae        | 6e Sprong 19e Individuele meerkamp          | Oezbekistan                          |
| 2001 | Gent         | Sprong · 19e Individuele meerkamp           | Oezbekistan                          |
| 2002 | Debrecen     | Sprong · 6e Vloer · 8e Evenwichtsbalk       | Oezbekistan                          |
| 2003 | Anaheim      | Sprong                                      | Oezbekistan                          |
| 2005 | Melbourne    | Sprong                                      | Oezbekistan                          |
| 2006 | Aarhus       | Sprong · 9e Individuele meerkamp            | Duitsland                            |
| 2007 | Stuttgart    | 6e Sprong                                   | Duitsland                            |
| 2011 | Tokio        | Sprong                                      | Duitsland                            |
| 2013 | Antwerpen    | 5e Sprong                                   | Oezbekistan                          |
| 2017 | Montreal     | 5e Sprong                                   | Oezbekistan                          |

1928: Agsteribbe, Burgerhof, De Levie, Nordheim, Polak, Simons, Stelma, Van den Berg, Van den Bos, Van der Vegt, Van Randwijk, Van Rumt ·
1936: Bärwirth, Bürger, Frölian, Iby, Meyer, Pöhlsen, Schmitt, Sohnemann ·
1948: Honsová, Kovářová, Misáková, Müllerová, Růžičková, Šilhánová, Srncová, Veřmiřovská ·
1952: Gorochovskaja, Botsjarova, Minaitsjeva, Oerbanovitsj, Danilova, Sjamrai, Dzjoegeli, Kalintsjoek ·
1956: Manina, Latynina, Moeratova, Kalinina, Astachova, Jegorova ·
1960: Moeratova, Latynina, Astachova, Ljoechina, Ivanova, Nikolajeva ·
1964: Latynina, Astachova, Voltsjetskaja, Zamotajlova, Manina, Gromova ·
1968: Koetsjinskaja, Voronina, Petrik, Karasjova, Toerisjtsjeva, Boerda ·
1972: Toerisjtsjeva, Korboet, Lazakovitsj, Boerda, Saadi, Kosjel ·
1976: Filatova, Grozdova, Kim, Korboet, Saadi, Toerisjtsjeva ·
1980: Davydova, Filatova, Kim, Naimoesjina, Sjaposjnikova, Zacharova ·
1984: Szabo, Cutina, Păucă, Grigoraș, Stănuleț, Agache ·
1988: Baitova, Sjevtsjenko, Strazjeva, Lasjtsjenova, Boginskaja, Sjoesjoenova ·
1992: Boginskaja, Lysenko, Galijeva, Goetsoe, Groedneva, Tsjoesovitina ·
1996: Miller, Dawes, Strug, Moceanu, Phelps, Chow, Borden ·
2000: Răducan, Amânar, Olaru, Boboc, Isărescu, Presăcan ·
2004: Ban, Eremia, Ponor, Roșu, Șofronie, Stroescu ·
2008: Yang, Cheng, Jiang, Deng, He, Li ·
2012: Douglas, Maroney, Raisman, Ross, Wieber ·
2016: Biles, Douglas, Hernandez, Kocian, Raisman ·
2020: Achajmova, Listoenova, Melnikova, Oerazova ·
2024: Biles, Carey, Chiles, Lee, Rivera
1934: Bajerová, Děkanová, Foltová, Hajková, Jarusková, Veřmířovská ·
1938: Bajerová, Dekanová, Dobešová, Foltová, Hajková, Jarusková, Pálfyová, Veřmířovská ·
1950: Berggren, Blomberg, Lindberg, Ljungström, Nordin, A.-S. Pettersson, G. Pettersson, Sandahl ·
1954: Botsjarova, Danilova, Gorochovskaja, Latynina, Manina, Moeratova, Roedko, Sjarabidze ·
1958: Astachova, Borisova, Ivanova,  Latynina, Manina, Moeratova ·
1962: Astachova, Ivanova, Latynina, Manina, Moeratova, Pervoesjina ·
1966: Čáslavská, Košťálová, Krajčírová, Kubičková, Řimnáčová, Sedláčková ·
1970: Boerda, Karasjova, Lazakovitsj, Petrik, Toerisjtsjeva, Voronina ·
1974: Dronova, Kim, Korboet, Saadi, Sicharoelidze, Toerisjtsjeva ·
1978: Agapova, Arzjannikova, Filatova, Kim, Moechina, Sjaposjnikova ·
1979: Comăneci, Dunca, Eberle, Ruhn, Turner, Vlădărău ·
1981: Bitsjerova, Davydova, Filatova, Ilenko, Polevaja, Zacharova ·
1983: Bitsjerova, Frolova, Ilenko, Mostepanova, Sjisjova, Joertsjenko ·
1985: Baraksanova, Kolesnikova, Mostepanova, Omeljantsjyk, Sjoesjoenova, Joertsjenko ·
1987: Dobre, Golea, Popa, Silivaș, Szabo, Voinea ·
1989: Baitova, Boginskaja, Doednyk, Lasjtsjenova, Sazonenkova, Strazjeva ·
1991: Boginskaja, Tsjoesovitina, Galijeva, Goetsoe, Kalinina, Lysenko ·
1994: Amânar, Gogean, Hațegan, Loaieș, Mărănducă, Miloșovici, Presăcan ·
1995: Amânar, Cacovean, Gogean, Hategan, Marinescu, Miloșovici, Presăcan ·
1997: Amânar, Gogean, Marinescu, Presăcan, Țugurlan, Ungureanu ·
1999: Amânar, Boboc, Isărescu, Olaru, Răducan, Ungureanu ·
2001: Boboc, Cojocar, Ionescu, Răducan, Stroescu, Ulmeanu ·
2003: Humphrey, Kupets, Memmel, Patterson, Schwikert, Vise ·
2006: Fei, Ning, Ya, Panpan, Nan, Zhuoru ·
2007: Hong, Johnson, Liukin, Peszek, Sacramone, Worley ·
2010: Afanasjeva, Dementeva, Koerbatova, Moestafina, Nabiëva, Semenova ·
2011: Douglas, Maroney, Raisman, Sacramone, Vega, Wieber ·
2014: Baumann, Biles, Desch, Kocian, Locklear, Ross, Skinner ·
2015: Biles, Douglas, Dowel, Kochian, Nichols, Raisman, Skinner ·
2018: Biles, Eaker, Hurd, McCallum, McCusker, Smith · 
2019: Biles, Carey, Eaker, Lee, McCallum · 
2022: Chiles, Jones, Carey, Wong, Blakely
· 2023: Biles, Blakely, Jones, Roberson, Wong